# Maria Dumitrache
Maria Magdalena Dumitrache (* 3. Mai 1977 in Târgoviște) ist eine ehemalige rumänische Ruderin.
Maria Dumitrache nahm von 1993 bis 1995 dreimal an Junioren-Weltmeisterschaften teil und startete jeweils im Vierer ohne Steuerfrau und im Achter. 1994 gewann sie im Vierer, bei den anderen fünf Starts gewann sie jeweils die Silbermedaille. 1996 und 1997 startete sie bei den (inoffiziellen) U23-Weltmeisterschaften im Doppelzweier, 1996 gewann sie die Silbermedaille, 1997 die Goldmedaille. 
1998, in ihrem ersten Jahr in der Erwachsenenklasse, gewann sie im Ruder-Weltcup zweimal mit dem rumänischen Achter. Bei den Weltmeisterschaften 1998 in Köln siegte sie mit dem Achter und belegte den fünften Platz mit dem Vierer ohne Steuerfrau. 1999 gewann der rumänische Achter alle drei Weltcupregatten und siegte auch bei den Weltmeisterschaften im kanadischen St. Catharines. In der Weltcupsaison 2000 belegte der rumänische Achter einmal den dritten, einmal den zweiten und einmal den ersten Platz. Bei den Olympischen Spielen in Sydney gewann Dumitrache mit dem Achter die Goldmedaille. 
2001 ruderte die 1,87 m große Ruderin nur noch beim Weltcup in Sevilla im siegreichen Achter. Danach endete die Karriere von Maria Dumitrache.